# Livingston (Califòrnia)
Livingston és una ciutat dels Estats Units a l'estat de Califòrnia. Segons el cens del 2009 tenia 13.214 habitants.

## Demografia
Segons el cens del 2000, Livingston tenia 10.473 habitants, 2.390 habitatges, i 2.143 famílies. La densitat de població era de 1.165,3 habitants/km².
Dels 2.390 habitatges en un 60,7% hi vivien nens de menys de 18 anys, en un 68,2% hi vivien parelles casades, en un 14,3% dones solteres, i en un 10,3% no eren unitats familiars. En el 8,7% dels habitatges hi vivien persones soles el 3,8% de les quals corresponia a persones de 65 anys o més que vivien soles. El nombre mitjà de persones vivint en cada habitatge era de 4,37 i el nombre mitjà de persones que vivien en cada família era de 4,57.
Per edats la població es repartia de la següent manera: un 37,7% tenia menys de 18 anys, un 12,5% entre 18 i 24, un 28,3% entre 25 i 44, un 15,2% de 45 a 60 i un 6,4% 65 anys o més.
L'edat mediana era de 25 anys. Per cada 100 dones de 18 o més anys hi havia 101 homes.
La renda mediana per habitatge era de 32.500 $ i la renda mediana per família de 33.939 $. Els homes tenien una renda mediana de 22.249 $ mentre que les dones 19.693 $. La renda per capita de la població era de 9.231 $. Entorn del 20,8% de les famílies i el 25,2% de la població estaven per davall del llindar de pobresa.

## Poblacions properes
El següent diagrama mostra les poblacions més properes.